# Edythe Ferris
Edythe Ferris (1897–1995) foi uma artista americana.
O seu trabalho está incluído nas colecções do Smithsonian American Art Museum e da National Gallery of Art, em Washington.